# Boufatis
Boufatis là một đô thị thuộc tỉnh Oran, Algérie. Dân số thời điểm năm 2002 là 9.906 người.